# 艾藻爾縣
艾藻爾縣是印度的一個縣，位於該國東北部，由米佐拉姆邦負責管轄，面積3,577平方公里，識字率為96.64%，2011年人口404,054，人口密度每平方公里113人。

## 外部連結
- Aizawl district official website （页面存档备份，存于）

23°44′00″N 92°43′00″E / 23.7333°N 92.7167°E